# Hélène Lubienska de Lenval
Hélène Lubienska de Lenval (Bruxelas, 1895 - 23 de agosto de 1972), foi uma pedagoga da escola de Montessori que desenvolveu idéias especialmente no campo da pedagogia religiosa.
Hélène Lubienska de Lenval desenvolveu o método pedagógico montessoriano (respeitando a psicologia e o ritmo de maturidade das crianças - "educar em vez de ensinar") centrado mais na dimensão espiritual. Cada criança é, por natureza, um contemplativo e um poeta. Esta dimensão de sua psicologia, se for corretamente aplicada, pode enriquecer e melhorar a educação. Lubienska, indo além de sua amiga Maria Montessori, passou da pedagogia profana para o que ela chamava de "pedagogia do sagrado': é necessário implementar os recursos ocultados de uma criança que permitam a sua emersão de sua consciência e seu espírito.
Redescobriu a antiga tradição monástica e defendeu uma pedagogia baseada, principalmente, no silêncio, os ritos (em sua repetição e solenidade), e a equipe de trabalho. Assim, antes do Concílio Vaticano II, Lubienska contribui muito para uma nova catequese dos jovens (formação na fé), promovendo o despertar para Deus, o transcendente, a dimensão do sagrado, em vez de assimilação de verdades para ser conhecido.
Ela escreve: "É necessário, filho, nem pressa, nem quietude", "Há inesquecíveis lições solenes" e "Eu fiz um voto solene: de que qualquer atividade, e especialmente a aula de religião, é uma verdadeira celebração."
Muito discreta e reservada, pouco se sabe de sua vida pessoal. Lubienska foi também contrária a que se escrevesse sua biografia: "Minha vida inteira é meu trabalho ".

## Obras
- A educação do sentido religioso, Spes, Paris, 1946.
- A educação do homem consciente, Spes, Paris, 1948. ISBN 9788567394442
- Educação bíblica, na Edição da Elan / Casterman, Tournai, 1949.
- O Método Montessori, Spes, Paris,
- Ditado silêncio, Spes, Paris,
- A educação do sentido de liturgia, Cerf, Paris, 1952.
- A liturgia do gesto, Casterman, Tournai, 1952.
- Treinando a atenção, Spes (Centro de estudos em educação), Paris, 1953.
- O silêncio na sombra da palavra, Casterman, Tournai, 1955.

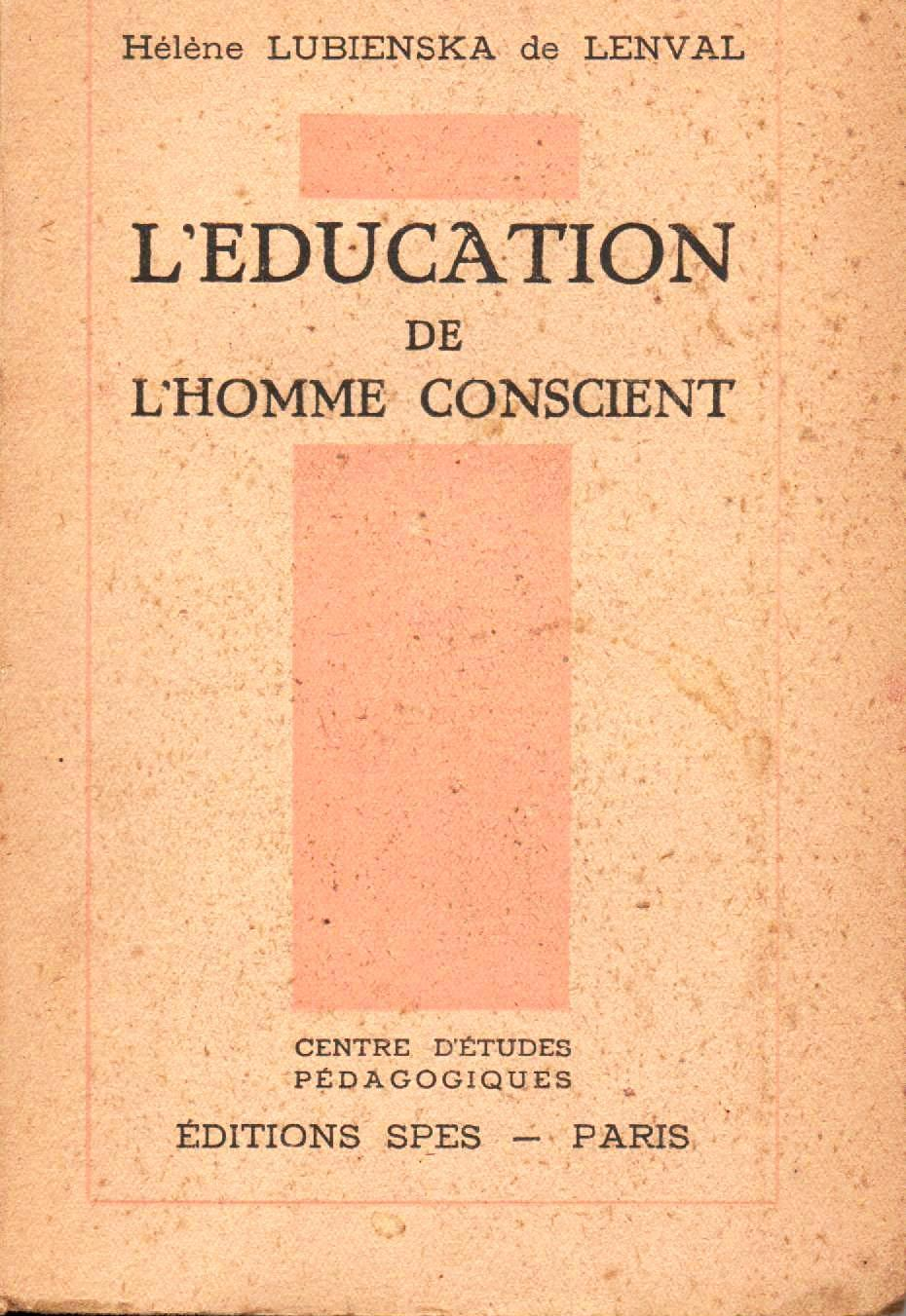
"A educação do homem consciente", 1948

- "A educação do homem consciente", 1948O universo bíblico em que vivemos, Casterman, Tournai, 1959.
- Trégua de Deus, Casterman, Tournai, 1959.